# Wolfgang Birkenfeld
Wolfgang Birkenfeld (* 7. September 1932 in Nordhausen; † September 2011) war ein deutscher Historiker und Hochschullehrer.

## Leben
Birkenfeld, der eine Zeit lang auch einer Tätigkeit als Lehrer nachging, lehrte, nachdem er zuvor in Braunschweig (ab 1962 an der Pädagogischen Hochschule) und Duisburg wirkte, ab 1972 an der Universität Siegen. Dort lehrte er bis 1997, dem Jahr seiner Emeritierung, Neueste Geschichte und Didaktik der Geschichte. Zwischenzeitlich hatte er auch die Funktion des Dekan des Fachbereichs I (Sozialwissenschaften, Philosophie, Theologie, Geschichte, Geographie) inne. 
Birkenfeld galt als einer der bedeutendsten Schulbuchautoren Deutschlands. Unter anderem wirkte er an der Reihe Die Reise in die Vergangenheit mit. Dieses Geschichtsbuch wurde mit einer Auflage in Millionenhöhe verlegt und ins Japanische übersetzt. Auch war er Bearbeiter des Westermann Geschichtsatlas.

## Veröffentlichungen
- Der synthetische Treibstoff 1933–1945, Musterschmidt-Verlag, Göttingen[2]